# Ixora mekongensis
Ixora mekongensis är en måreväxtart som beskrevs av Charles-Joseph Marie Pitard. Ixora mekongensis ingår i släktet Ixora och familjen måreväxter. Inga underarter finns listade i Catalogue of Life.